# Ruggero Gialdini
Ruggero Gialdini (Cavriana, 18 luglio 1950) è un ex ciclista su strada italiano.
Vincitore del Giro d'Italia dilettanti nel 1975, fu poi professionista dal 1976 al 1979.

## Carriera
Corridore con caratteristiche di passista scalatore, da dilettante vinse il Trofeo Gianfranco Bianchin nel 1974 e il Giro d'Italia dilettanti nel 1975 battendo Amilcare Sgalbazzi.
Passato professionista nel 1976 con la Magniflex-Torpado di Primo Franchini, non ottenne nessuna vittoria nella categoria ma partecipò a tre edizioni del Giro d'Italia. Concluse la carriera da pro nel 1979.

## Palmarès
- 1974 (Dilettanti)

Trofeo Gianfranco Bianchin
- 1975 (Dilettanti)

Bologna-Raticosa
Gran Premio Città di Empoli
Giro d'Italia dilettanti

## Piazzamenti

### Grandi Giri
- Giro d'Italia

1976: 24º
1977: 40º
1978: 41º

### Classiche monumento
- Milano-Sanremo

1977: 119º
- Giro di Lombardia

1976: 16º